# Полусловица
Полусло́вица — система тайнописи, упрощённого, более сокращённого и более быстрого письма. Характерные построения знаков полусловицы:
- вместо целой буквы пишется её характерная часть, чтобы разные буквы не совпадали своими знаками;
- знаки переворачиваются в обратную сторону;
- в виде вариантов встречаются знаки, полученные деформацией исходных букв.

## Материалы, написанные полусловицей
- Полусловица использована в целом ряде рукописей XV — первой половины XVI веков (обычно скрывала одно-два слова или пару фраз).
- Список «Кормчей книги» — вся рукопись переписана полусловицей[1].
- В Ватикане хранится рукопись, написанная полусловицей, — cod. Vatic. Slav. N VIII, так называемая Ватиканская псалтирь. У троицкого игумена Артемия, известного свободомыслием клирика XVI века, были целые Евангелие, Апостол и Псалтирь, написанные полусловицей.